# Puno
Puno – miasto w Peru założone w 1668 roku, przez wicekróla Pedro Antonio Fernández de Castro  jako stolica prowincji Paucarcolla. Obecnie jest stolicą regionu Puno. Położone jest na wysokości 3 830 m n.p.m. Ludność miasta liczy około 133 tys. mieszkańców (głównie Ajmara). Położone nad jeziorem Titicaca, zarazem port nad tym jeziorem.  Do miasta prowadzi również linia kolejowa. Silny ośrodek regionalnego folkloru. Baza turystyczna do zwiedzania okolic i jeziora Titicaca. Liczne hotele i restauracje.

## Zabytki
Przy Plaza de Armas znajduje się katedra z okresu kolonialnego (1757) z fasadą w stylu baroku metyskiego. Wnętrze surowe, wyjątkiem jest marmurowy ołtarz bogato zdobiony srebrem. 
Jednym z najstarszych budynków w mieście jest XVII wieczny Casa del Corregidor, w którym organizowane są wystawy, koncerty i inne kulturalne wydarzenia. 
W porcie zacumowany jest parowiec Yavari produkcji brytyjskiej przywieziona tu w częściach i zmontowany w 1862, użytkowany do 1975 roku. Obecnie  muzeum żeglugi śródlądowej na jeziorze Tititaca.
W lutym turystów przyciąga tutejsza fiesta karnawałowa.

Katedra na Plaza de Armas

## Miasta partnerskie
- Arequipa
- Cuzco
- La Paz
- Moquegua
- Oruro
- Tacna